# Terminus Mountain
Der Terminus Mountain ein über 800 m hoher Berg im ostantarktischen Viktorialand. Er ragt unmittelbar südlich des Adams-Gletschers an der Ostseite der Royal Society Range auf.
Die sogenannte Westgruppe der Terra-Nova-Expedition (1910–1913) gelang am 1. März 1911 die Erstbesteigung. Thomas Griffith Taylor, Leiter dieser Gruppe, benannte den Berg so, weil er der entfernteste Punkt (englisch terminus) war, der bei der Expedition in diesem Gebiet erreicht wurde.